# البرج (مالقة)
بلدية البُرج أو (نقحرة: إل بورغو) (بالإسبانية: El Burgo) هي بلدية تقع في مقاطعة مالقة التابعة لمنطقة أندلوسيا جنوب إسبانيا.

## الديموغرافيا
بلغ عدد سكان بلدية البُرج 1.957 نسمة عام 2011 (وفقاً للمعهد الوطني الإسباني للإحصاء).
| 2.070 | 1.992 | 2.091 | 2.067 | 2.034 | 2.004 | 1.957 |